# Robert Holmes (scénariste)
Pour les articles homonymes, voir Robert Holmes et Holmes.
Robert Holmes est un scénariste britannique né le 2 avril 1926 à Tring dans le Hertfordshire et mort le 24 mai 1986 à Oxford. 
Il est principalement connu dans les années 1960 à 1980 pour ses scénarios pour des séries télévisées de soap opera et de science-fiction, notamment la série Doctor Who.

## Biographie

### Débuts
C'est à l'âge de 18 ans, en 1944 que Robert Holmes s'engage dans l'armée, combattant pour un régiment de la Queen's Own Cameron Highlanders en Birmanie. Il gagna rapidement ses galons et devient le plus jeune officier que connut l'armée britannique durant la seconde Guerre mondiale. Toutefois, Holmes avait menti sur son âge afin d'être engagé plus vite. Lorsque cela fut découvert, le général qui le commandait, au lieu de le blâmer, eut de la sympathie pour lui, car lui aussi avait menti sur son âge.
Après la guerre, il quitte l'armée et rejoint la police après un entrainement au Hendon Police College. Après avoir eu son année, il s'engage dans la  Metropolitan Police de Londres et sert à la station de police de Bow Street. C'est à cette époque qu'il se découvre une passion pour l'écriture, notamment lors de la rédaction de ses procès-verbaux. Il se met à fréquenter les journalistes et à imiter leur modèle d'écriture sténographique. 
Il devient alors correspondant pour des journaux locaux et nationaux à Londres puis dans les Midlands. Il travaille notamment pour la Press Association et se met à travailler pour des journaux étrangers. À la fin des années 1950 il commence à écrire ou à corriger des nouvelles pour des magazines avant de contribuer à la télévision en travaillant sur un épisode de la série médicale Emergency – Ward 10 en 1957.

### Travail à la télévision
En 1957, il se tourne principalement sur l'écriture d'épisodes de séries télévisées comme Knight ErrantKnight Errant dont il devient en 1959 le "story éditor", une sorte de scénariste s'occupant de superviser la cohérence d'une série, poste qui devint celui de "script éditor" quelques années plus tard. Il écrit aussi des épisodes pour des séries hospitalières comme Dr. Finlay's Casebook puis profite de son passif dans la police pour écrire pour des séries policières comme Dixon of Dock Green, Le Saint, Ghost Squad ou Public Eye.
En 1965, il commence à écrire pour le genre de la science-fiction avec un scénario pour la série Undermind puis un scénario pour le film Invasion. (Dont il reprend de nombreux éléments pour l'épisode de Doctor Who « Spearhead from Space »)

### Doctor Who

#### Débuts
La même année, il soumet à la BBC une idée pour un téléfilm de science-fiction nommé The Space Trap. Le chef du département des fictions de la BBC lui écrit en expliquant que la chaîne ne produit plus ce genre de téléfilm, mais qu'il peut toujours s'adresser à la production de la série Doctor Who. C'est ainsi qu'il rencontre le script éditor de la série, Donald Tosh avec lequel le courant passe bien et lui propose son script. Toutefois Tosh quitte son poste peu de temps après, le script d'Holmes fut oublié et celui-ci passe à d'autres projets.
En 1968, Holmes soumet une nouvelle fois "The Space Trap" à l'équipe de production de Doctor Who et rencontre un assistant du script éditor de la série nommé Terrance Dicks. Celui-ci refuse dans un premier temps, car le planning des épisodes de la sixième saison vient d'être bouclé, toutefois à la suite de nombreux problèmes d'épisodes trop courts, Dicks lui demande alors d'adapter son script de sorte à le transformer en un épisode en quatre parties qui permettrait de boucher un trou entre deux épisodes.
L'épisode, nommé « The Krotons » est considéré comme satisfaisant par l'équipe de production et Holmes fut rappelé afin d'écrire un nouvel épisode en fin de saison, nommé « The Space Pirates. » Originellement prévu pour faire quatre parties, l'épisode est étendu à six parties à la suite de l'abandon d'un autre script.

#### Période Jon Pertwee
En 1970, tout en écrivant pour la série de science fiction de la BBC Doomwatch et pour la série de la chaîne ATV, Spyder's Web, Holmes est engagé ponctuellement par Terrance Dicks, devenu alors script éditor de Doctor Who pour écrire des épisodes. C'est ainsi qu'Holmes écrit « Spearhead from Space » le premier épisode mettant en scène Jon Pertwee dans le rôle du Docteur et ayant pour ennemi les Autons et la conscience Nestene.
En 1971, il est engagé pour écrire le premier épisode de la saison huit, « Terror of the Autons » dans lequel les Autons réapparaissent . C'est aussi dans cet apparaît pour la première fois le personnage du Maître, créé par Dicks et par le producteur Barry Letts en tant que méchant récurrent de la série. Il écrit aussi les scénarios des épisodes « Carnival of Monsters » en 1973 et « The Time Warrior. » C'est dans cet épisode qu'apparaît pour la première fois les ennemis récurrents nommé les Sontariens, le personnage de Sarah Jane Smith et que la planète d'où vient le Docteur, Gallifrey est nommée. Vers l'année 1974, Terrance Dicks souhaite démissionner de son poste de script éditor afin de passer la main à Holmes et lui confie une partie de la réécriture de l'épisode « Death to the Daleks. »

#### Période Tom Baker
En 1974, Holmes, devenu script éditor de la série est à l'époque connu pour sens de l'humour morbide et sa tendance à écrire des épisodes pouvant être noirs et dérangeants. Si le producteur Barry Letts avait tendance à calmer cet aspect, son successeur, Philip Hinchcliffe souhaite que la série prenne une direction plus sombre et plus dynamique. L'acteur principal de la série change et le Docteur est incarné par Tom Baker.
Durant les trois années où Holmes officie en tant que script editor, la série atteint son apogée en termes d'audience et de retour critique. Toutefois, un certain nombre d'épisodes sont violemment critiqués par l'association National Viewers' and Listeners' Association et sa présidente Mary Whitehouse pour sa violence et son côté effrayant. Ainsi, la fin d'une partie de l'épisode d'Holmes, « The Deadly Assassin » dans laquelle le Docteur se retrouve immergé la tête sous l'eau pousse le Directeur général de la BBC, Sir Charles Curran, à s'excuser auprès de Mary Whitehouse. Le 11 février 1977 le journal Daily Express publie une interview de Robert Holmes dans lequel celui-ci explique que la série est plutôt dirigée vers les adolescents de quatorze ans et qu'il serait irresponsable de laisser un enfant de dix ans la regarder.
Durant cette période, Holmes écrit trois scénarios sous son propre nom (« The Ark in Space » en 1974, « The Deadly Assassin » en 1977 et « The Talons of Weng-Chiang »  la même année) réécrit deux histoires sous pseudonyme (« Pyramids of Mars » et « The Brain of Morbius » ) et impose sa patte sur les nombreux scénarios. Son épisode « The Deadly Assassin » dans lequel le Docteur retourne sur Gallifrey, marque durablement toutes les histoires basées autour des seigneurs du temps. Vers la fin de l'année 1977 il souhaite arrêter d'être script editor mais le nouveau producteur, Graham Williams souhaite qu'il reste un peu plus longtemps. Holmes supervise l'écriture de deux scénarios de la saison 15 avant de passer la main à Anthony Read. L'un de ses dernières contribution est de faire en sorte que le robot-chien K-9 devienne un élément récurrent de la série.
Sur l'insistance de Read, Holmes écrit aussi deux épisodes de la saison 16 :  « The Ribos Operation » en 1978 et « The Power of Kroll » la même année.

### Autres contributions
Tout en scénarisant des épisodes de Doctor Who, Holmes écrit des scénarios pour une autre série de science-fiction de la BBC Blake's 7. On lui offre même en 1978 de devenir script éditor, poste qu'il décline et pour lequel il recommande le scénariste Chris Boucher. Il écrit aussi des épisodes pour la série policière Juliet Bravo et une adaptation du roman Child of the Vodyoni pour en faire le film de 181 The Nightmare Man. Il est aussi script-éditor sur la série policière Shoestring.

### Retour surDoctor Who

#### Périodes Peter Davison et Colin Baker
En 1983 il est approché par la nouvelle équipe de production de Doctor Who, le producteur John Nathan-Turner et le script éditor Eric Saward afin d'écrire un épisode spécial pour les 20 ans de la série. Holmes accepte dans un premier temps, mais ne réussit finalement pas à inclure tous les éléments du passé de la série que Nathan-Turner souhaite. Son scénario est rejeté et l'écriture de l'épisode spécial échoue à Terrance Dicks. Toutefois une amitié entre Robert Holmes et Eric Saward se forme et celui-ci souhaite le retour du scénariste sur la série.
Ainsi, Eric Saward l'engage afin d'écrire l'épisode de départ du cinquième Docteur joué par Peter Davison, sachant qu'Holmes avait l'expérience nécessaire pour écrire un départ épique pour le personnage. Holmes trouvait alors que les aventures traversées par le Docteur de Peter Davisson étaient « trop faciles » et décide alors de « l'envoyer en enfer ». L'épisode nommé « The Caves of Androzani » fut diffusé en 1984 et fut longtemps considéré comme le meilleur épisode de la série,. 
La même année, John Nathan-Turner se tourne à nouveau vers Holmes afin d'écrire un épisode de la saison 22 qui serait filmé à La Nouvelle-Orléans. Toutefois, des difficultés imprévues interviennent et la production est renvoyée à Séville. L'épisode intitulé « The Two Doctors » qui montre la rencontre entre le deuxième Docteur (incarné par Patrick Troughton) et le sixième Docteur (joué par Colin Baker) fut difficile à écrire de l'aveux même de Holmes, qui regrette que Nathan-Turner ait insisté pour que les Sontarien y réapparaissent. Holmes y inclut toutefois une moralité sur le végétarisme, qu'il pratique lui-même.

#### The Trial of a Time Lord
Comme de nombreux épisodes de la saison 22, l'épisode fut critiqué pour sa violence et son contenu dérangeant et la série est mise en hiatus durant un an. Un scénario de Holmes, provisoirement nommé The Yellow Fever and How to Cure It (« la fièvre jaune et comment en guérir ») est abandonné. Nathan-Turner et Saward souhaitent alors créer une histoire épique se déroulant tout au long de la saison et nommée The Trial of a Time Lord (« Le procès d'un seigneur du temps ».) On y voit le Docteur jugé par les seigneurs du temps devant s'expliquer sur sa conduite lors de différents événements. Afin de donner de l'unité au tout, Holmes fut engagé afin d'écrire la première et la dernière histoire de la saison. 
Toutefois la production de la saison devient infernale : les exécutifs de la BBC n'y croient pas, les tensions s'accroissent entre John Nathan Turner et Eric Saward, et Robert Holmes est atteint d'une hépatite B. Holmes écrit toutefois le scénario du premier épisode « The Mysterious Planet » mais celui-ci est critiqué par un producteur de la BBC, Jonathan Powell et Holmes doit retravailler son script en catastrophe. En mai 1986, il tombe malade en écrivant le scénario du dernier épisode de la saison (baptisé à l'époque "Time Inc") et meurt le 24 mai à l'hôpital laissant l'épisode inachevé. Après de nombreuses disputes, c'est Eric Saward puis le couple Pip et Jane Baker qui complètent l'épisode. 

### Épisodes posthumes
Ses derniers travaux à avoir été diffusés furent un épisode de la série de détective Bergerac en 1987 et la novélisation de son script de The Two Doctors paru aux éditions Targets Books en 1986.

## Héritage
Le travail de Holmes est apparu au travers de plusieurs documentaires DVD, le plus notable étant Behind the Sofa ("derrière le canapé") de Richard Molesworth qui figure en bonus de l'édition DVD anglais de « The Two Doctors. »
Son ami, l'auteur de télévision, Roger Marshall affirma que le travail de Holmes n'avait jamais vraiment reçu les éloges qu'il méritait, en partie parce qu'il travaillait pour des séries télévisées et non pour des téléfilms. "En définitive, il a passé trop de temps à réparer le travail d'autres scénaristes plutôt que de trouver son propre style."
Dans les années 2000, Russell T Davies, le scénariste et producteur derrière le retour de Doctor Who à l'antenne, salua le talent de Holmes. "Prenez « The Talons of Weng-Chiang » par exemple. Regardez la première partie. Vous y trouverez les meilleurs dialogues jamais écrits. C'est mieux que du Dennis Potter. C'est écrit par un homme nommé Robert Holmes. Lorsque viendra le temps d'écrire l'histoire de la télévision, personne ne parlera de Robert Holmes parce qu'il écrivait pour des séries de genres. Et cela, rétrospectivement est vraiment dramatique."  Davies dira aussi que « The Ark in Space » est son épisode préféré de la série classique.

## Filmographie sélective
| Œuvre                 | Type de média   | Titre des épisodes | Chaine |
| --------------------- | --------------- | --- | ------ |
| Knight Errant Limited | série télévisée | - "The King of Kandoga" (1960) | ITV    |
| Deadline Midnight     | série télévisée | - "Man in a Frame" (1961) | ITV    |
| Harpers West One      | série télévisée | - "Episode #2.14" (1962) | ITV    |
| Ghost Squad           | série télévisée | - "The Green Shoes" (1962) | ITV    |
| Emergency-Ward 10     | série télévisée | - 33 épisodes (1962–1963) | ITV    |
| Dr. Finlay's Casebook | série télévisée | - "The Hallelujah Stakes" (1964) - "The Old Indomitable" (1964) - "The Doctor Cried" (1964) - "Charity, Dr. Finlay" (1965) | BBC1   |
| [Undermind            | série télévisée | - "Waves of Sound" (1965) - "End Signal" (1965) | ITV    |
| Invasion              | Film            | - Invasion (1966) | N/A    |
| Intrigue              | série télévisée | - "Here's Something Else on the Button" (1966) | ABC    |
| No Hiding Place       | série télévisée | - 6 épisodes (1965–1967) | ITV    |
| Market in Honey Lane  | série télévisée | - "The Matchmakers" (1968) | ITV    |
| Public Eye            | série télévisée | - 6 épisodes (1965–1968) | ITV    |
| Mr. Rose              | série télévisée | - "The Jolly Swagman" (1967) - "The Unquiet Ghost" (1967) - "The Frozen Swede" (1968) | ITV    |
| Frontier              | série télévisée | - "Mutiny" (1968) | ABC    |
| Le Saint              | série télévisée | - "The Scales of Justice" (1968) | ITV    |
| Doctor Who            | série télévisée | 19 épisodes (1968-1971, 1973-1979, 1984-1986): - "The Krotons" (1968) - "The Space Pirates" (1969) - "Spearhead from Space" (1970) - "Terror of the Autons" (1971) - "Carnival of Monsters" (1973) - "The Time Warrior" (1973) - "The Ark in Space" (1975) - "Pyramids of Mars" (1975) - "The Brain of Morbius" (1976) - "The Hand of Fear" (1976) (uncredited) - "The Deadly Assassin" (1976) - "The Talons of Weng-Chiang" (1977) - "The Sun Makers" (1977) - "The Ribos Operation" (1978) - "The Power of Kroll" (1978) - "The Caves of Androzani" (1984) - "The Two Doctors" (1985) - "The Mysterious Planet" (1986) - "The Ultimate Foe" (1986) | BBC1   |
| The Inside Man        | série télévisée | - "The Spy Vanishes" (1969) | ITV    |
| Fraud Squad           | série télévisée | - "Turbot on Ice" (1969) - "Last Exit to Leichstenstein" (1969) - "The Price of a Copper" (1970) | ITV    |
| Doomwatch             | série télévisée | - "The Inquest" (1971) | BBC1   |
| Trial                 | série télévisée | - "Mister X" (1971) | BBC2   |
| Spyder's Web          | série télévisée | - "Nobody's Strawberry Fool" (1972) | ITV    |
| Dead of Night         | série télévisée | - "Return Flight" (1972) | BBC2   |
| The Regiment          | série télévisée | - "Depot" (1973) - "North West Frontier" (1973) | BBC1   |
| Warship               | série télévisée | - "The Drop" (1973) | BBC1   |
| Spy Trap              | série télévisée | - "A Perfect Victim" (1973) | BBC1   |
| Dixon of Dock Green   | série télévisée | - "The Unwanted" (1974) | BBC1   |
| Jukes of Piccadilly   | série télévisée | - "The Case of the Arabian Kidnap" (1980) - "Dulverton Green" (1980) | ITV    |
| BBC2 Playhouse        | série télévisée | - "Fothergill" (1981) | BBC2   |
| The Nightmare Man     | série télévisée | - 4 épisodes (1981) | BBC1   |
| Blake's 7             | série télévisée | - "Killer" (1979) - "Gambit" (1979) - "Traitor" (1981) - "Orbit" (1981) | BBC1   |
| Into the Labyrinth    | série télévisée | - "Shadrach" (1981) - "Dr. Jekyll and Mrs. Hyde" (1982) | ITV    |
| Juliet Bravo          | série télévisée | - "A Breach of the Peace" (1982) | ITV    |
| Miracles Take Longer  | série télévisée | - 5 épisodes (1984) | ITV    |
| Timeslip              | série télévisée | - "Pilote" (1985) | ITV    |
| Bergerac              | série télévisée | - "Prime Target" (1983) - "A Cry in the Night" (1984) - "Winner Takes All" (1987) | BBC1   |

## Distinctions
En 1975, Holmes avait reçu, avec ses collègues Malcolm Hulke, Terry Nation, Brian Hayles et Robert Sloman le prix de la Writers' Guild of Great Britain pour la série Doctor Who dans la catégorie "meilleur programme pour enfant."

## Sources
- (en) Cet article est partiellement ou en totalité issu de l’article de Wikipédia en anglais intitulé « Robert Holmes (scriptwriter) » (voir la liste des auteurs).

1. ↑  (en) Neela Debnath, « Review of Doctor Who ‘The Talons of Weng-Chiang’ (Series 14) », The Independent, 21 septembre 2013
2. 1 2 3  (en) « "Robert Holmes interview" »
3. ↑  http://www.gamesradar.com/robert-holmes-a-life-in-words-review/
4. ↑  Graeme Burk and Robert Smith Who's 50: The 50 Doctor Who Stories to Watch Before You Die—An Unofficial Companion, Toronto: ECW Press, 2013, p. 148-49
5. ↑  (en) « Doctor Who interviews »
6. ↑  (en) Kirsty Cameron, « Doctor Who Top 10 », The Daily Telegraph, 16 septembre 2009 (consulté le 2 octobre 2009)
7. ↑  Peter Griffiths et Robert Shearman, « The Mighty 200 », Doctor Who Magazine, no 413,‎ 2009
8. ↑  Marshall
quoted in "Holmes, Robert" in The Guinness Book of Classic British TV, par Paul Cornell, Martin Day et Keith Topping, Second Edition.Guinness Publishing Ltd., 1996 (p. 396).
9. ↑  Richard Johnson, « Master of the universe », The Sunday Telegraph,‎ 11 mars 2007 (lire en ligne, consulté le 12 mars 2007)